# Gare de Houyet
La gare de Houyet est une gare ferroviaire belge de la ligne 166, de (Dinant) Y Neffe à Bertrix, située sur le territoire de la commune de Houyet, en Région wallonne dans la province de Namur.
Elle est mise en service en 1895 par les chemins de fer de l'État-belge. C'est une gare de la Société nationale des chemins de fer belges (SNCB) desservie par des trains Omnibus (L), d’Heure de pointe (P) et Touristiques (T).

## Situation ferroviaire
Établie à 180 m d'altitude, la gare de Houyet est située au point kilométrique (PK) 22,20 de la ligne 166, de (Dinant) Y Neffe à Bertrix, entre les gares ouvertes de Gendron - Celles et de Beauraing.
C'était une gare de bifurcation avec la Ligne 150, de Tamines à Jemelle (fermée et partiellement désaffectée).

## Histoire
La station de Houyet est mise en service le 4 janvier 1894 par les Chemins de fer de l'État belge, lorsqu'ils ouvrent à l'exploitation la section de Houyet à Wanlin. Le 22 octobre 1895 on ouvre la relation de Houyet à Beauraing et le 1er avril 1896 elle est reliée à Gendron - Celles. À partir du 20 octobre 1899, la ligne d'Athus à la Meuse, actuelles lignes 165 et 166, est entièrement complétée. 
Durant la première moitié du XXe siècle, de nombreuses voies de garage sont construites à Houyet pour tenir compte de l'important trafic des marchandises. Avec la fermeture de la ligne 150 et le recul du trafic des marchandises, elles seront progressivement démontées.
Le 1er juillet 2005, la gare perd son guichet et son bâtiment est fermé, il est prévu que la commune puisse disposer d'un espace dans le bâtiment. Une convention est signée avec la SNCB le 6 avril 2006 permettant la création d'un « espace multi-services » et une autre le 7 novembre 2008 pour aménager la place de la gare. Un « espace citoyen : lieu de rencontre, d'information, de formation et de communication » a ouvert le 1er juillet 2008. Des travaux de réaménagement afin d'assurer ces fonctions sont entrepris en 2025.
Entre 1898 et 1919, il existait une autre gare à Houyet : la Halte royale d’Ardenne, de l'autre côté du tunnel et en communication directe avec le Château Royal d'Ardenne.

## Service des Voyageurs

### Accueil
Halte SNCB, c'est un point d'arrêt non géré (PANG) à accès libre.

### Desserte
Houyet est desservie par des trains Omnibus (L) et d’Heure de pointe (P) de la SNCB, qui effectuent des missions sur la ligne 166.

#### Semaine
En semaine, la desserte comprend un train L par heure reliant Namur à Libramont via Dinant.
Il existe également deux trains d’heure de pointe, le matin :
- un train P reliant Bertrix à Dinant ;
- un train P reliant Bertrix à Namur.

#### Week-ends et fériés
La desserte se résume à un train L toutes les deux heures reliant Namur à Libramont.
L’été, il existe cinq trains touristiques (T) destinés aux amateurs de Kayak sur la Lesse (rivière). Ces trains circulent en début de journée de Dinant à Houyet.

### Intermodalité
Un parking pour les véhicules est disponible à proximité de l'ancien bâtiment voyageurs. Elle est desservie par des bus.

## Comptage voyageurs
Le graphique et le tableau montrent le nombre de passagers qui en moyenne embarquent durant la semaine, le samedi et le dimanche.
| Nombre de voyageurs qui embarquent à la gare de Houyet | Nombre de voyageurs qui embarquent à la gare de Houyet | Nombre de voyageurs qui embarquent à la gare de Houyet | Nombre de voyageurs qui embarquent à la gare de Houyet |
|                                                        | Semaine                                                | Samedi                                                 | Dimanche                                               |
| ------------------------------------------------------ | ------------------------------------------------------ | ------------------------------------------------------ | ------------------------------------------------------ |
| 1977                                                   | 256                                                    | 59                                                     | 57                                                     |
| 1978                                                   | 232                                                    | 77                                                     | 69                                                     |
| 1979                                                   | 214                                                    | 74                                                     | 96                                                     |
| 1980                                                   | 203                                                    | 76                                                     | 87                                                     |
| 1981                                                   | 250                                                    | 75                                                     | 77                                                     |
| 1982                                                   | 197                                                    | 59                                                     | 82                                                     |
| 1983                                                   | 224                                                    | 66                                                     | 80                                                     |
| 1984                                                   | 133                                                    | 50                                                     | 48                                                     |
| 1985                                                   | 141                                                    | 44                                                     | 40                                                     |
| 1986                                                   | 107                                                    | 38                                                     | 41                                                     |
| 1987                                                   | 119                                                    | 40                                                     | 48                                                     |
| 1988                                                   | 126                                                    | 75                                                     | 63                                                     |
| 1989                                                   | 108                                                    | 85                                                     | 67                                                     |
| 1990                                                   | 78                                                     | 30                                                     | 41                                                     |
| 1991                                                   | 88                                                     | 36                                                     | 46                                                     |
| 1992                                                   | 90                                                     | 42                                                     | 45                                                     |
| 1993                                                   | 89                                                     | 42                                                     | 41                                                     |
| 1994                                                   | 100                                                    | 27                                                     | 24                                                     |
| 1995                                                   | 71                                                     | 31                                                     | 40                                                     |
| 1996                                                   | 81                                                     | 38                                                     | 22                                                     |
| 1997                                                   | 79                                                     | 38                                                     | 40                                                     |
| 1998                                                   | 78                                                     | 44                                                     | 36                                                     |
| 1999                                                   | 67                                                     | 46                                                     | 36                                                     |
| 2000                                                   | 81                                                     | 27                                                     | 42                                                     |
| 2001                                                   | 73                                                     | 38                                                     | 25                                                     |
| 2002                                                   | 93                                                     | 40                                                     | 67                                                     |
| 2003                                                   | 102                                                    | 66                                                     | 73                                                     |
| 2004                                                   | 93                                                     | 42                                                     | 54                                                     |
| 2005                                                   | 101                                                    | 40                                                     | 69                                                     |
| 2006                                                   | 94                                                     | 56                                                     | 54                                                     |
| 2007                                                   | 90                                                     | 33                                                     | 88                                                     |
| 2008                                                   | -                                                      | -                                                      | -                                                      |
| 2009                                                   | 97                                                     | 35                                                     | 49                                                     |
| 2010                                                   | -                                                      | -                                                      | -                                                      |
| 2011                                                   | -                                                      | -                                                      | -                                                      |
| 2012                                                   | 106                                                    | 52                                                     | 64                                                     |
| 2013                                                   | 86                                                     | 42                                                     | 57                                                     |
| 2014                                                   | 96                                                     | 47                                                     | 61                                                     |
| 2015                                                   | 78                                                     | 33                                                     | 45                                                     |
| 2016                                                   | 76                                                     | 28                                                     | 49                                                     |
| 2017                                                   | 71                                                     | 32                                                     | 53                                                     |
| 2018                                                   | 90                                                     | 28                                                     | 44                                                     |
| 2019                                                   | 91                                                     | 48                                                     | 40                                                     |
| 2020                                                   | 67                                                     | 38                                                     | 33                                                     |
| 2021                                                   | -                                                      | -                                                      | -                                                      |
| 2022                                                   | 118                                                    | 38                                                     | 47                                                     |
| 2023                                                   | 114                                                    | 42                                                     | 53                                                     |
| 2024                                                   | 114                                                    | 138                                                    | 109                                                    |

## Patrimoine ferroviaire
Le bâtiment de la gare est conservé en bon état et accueille l’office de tourisme.
La halle à marchandises d'origine est toujours présente sur le site, de même qu'une cabine de signalisation conservée comme monument.

Années 2010
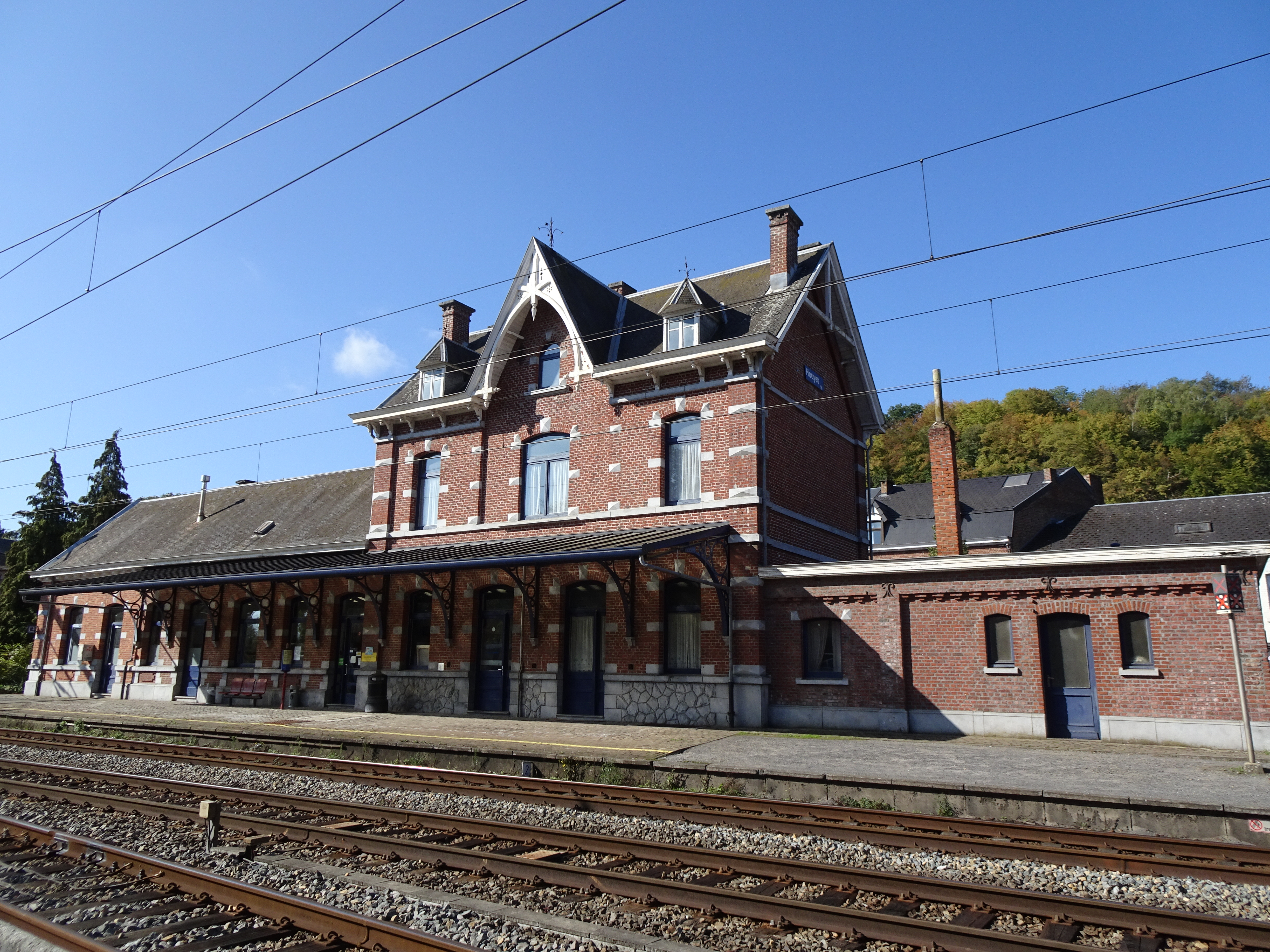
Bâtiment de la gare.
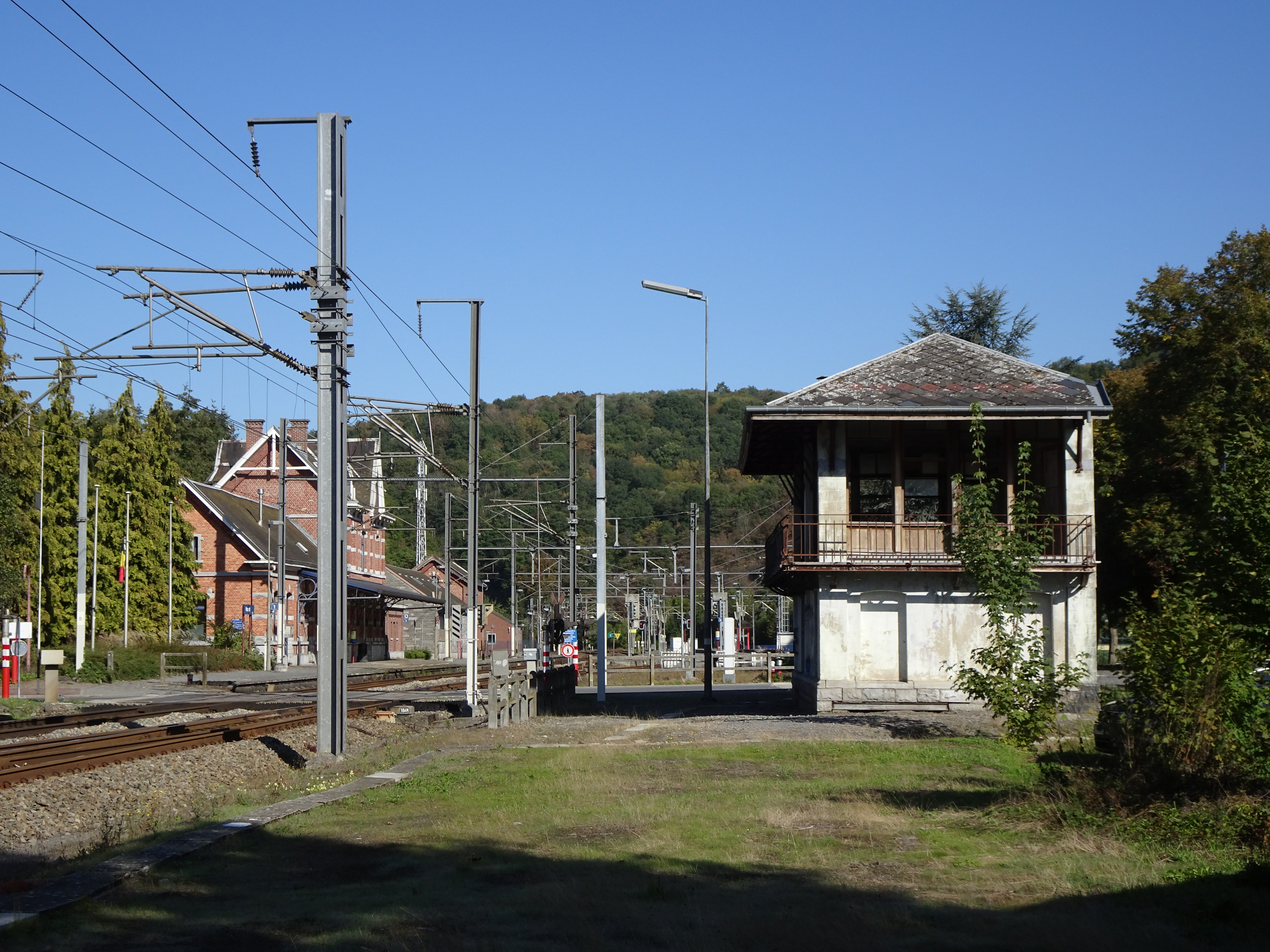
Cabine de signalisation.
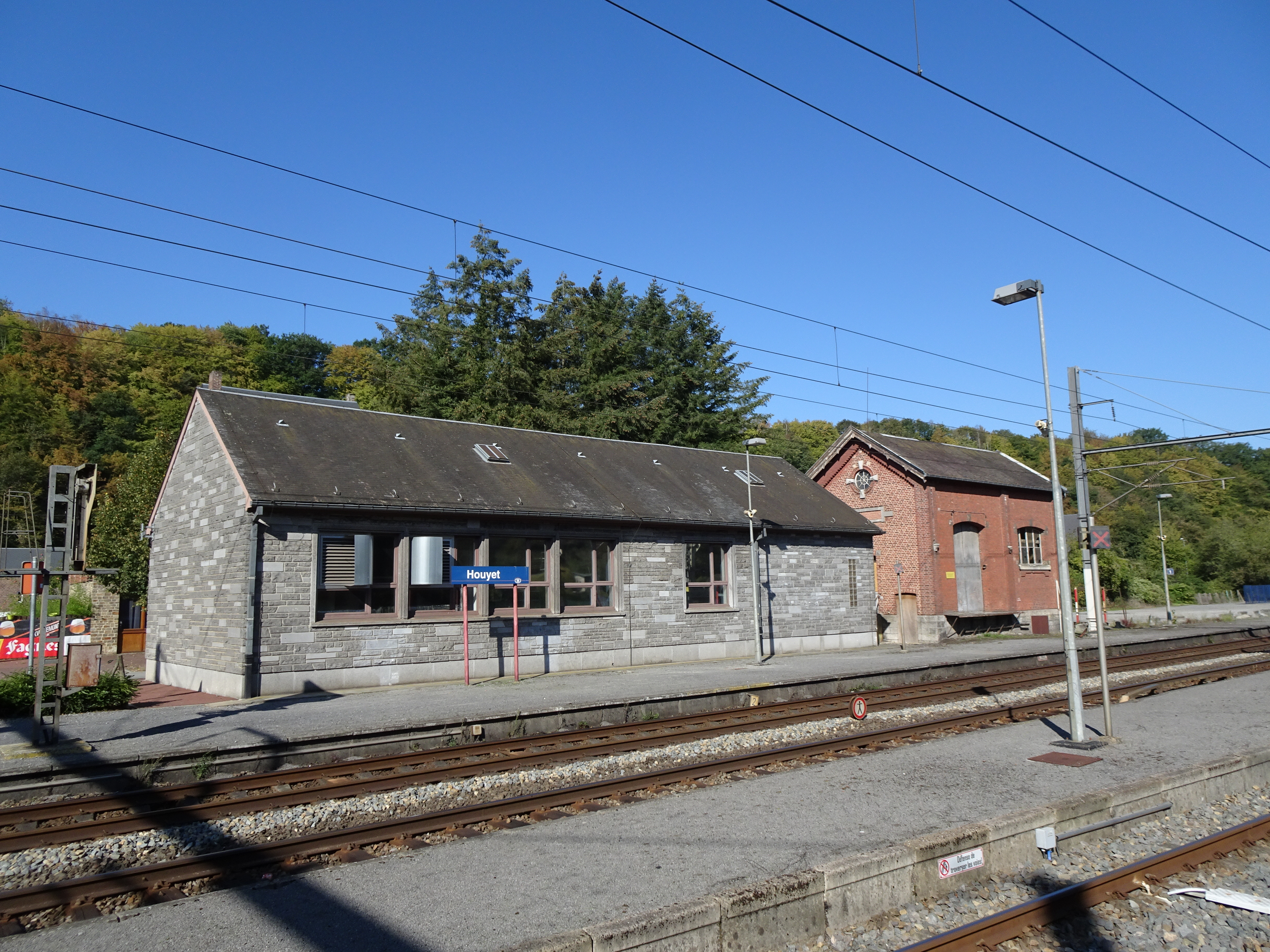
Bâtiment de service (gris) et ancienne halle à marchandises.
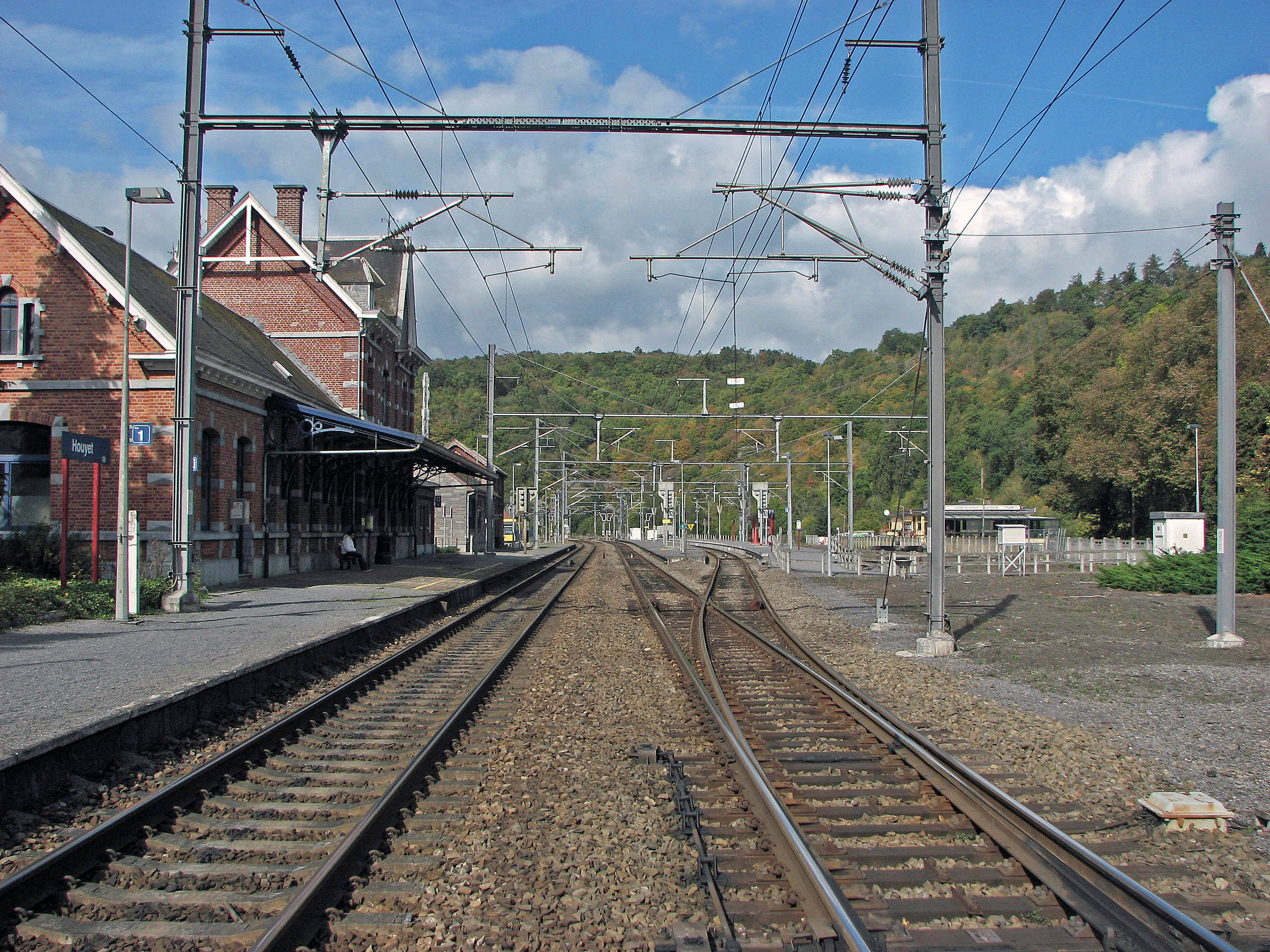
Vue depuis le passage à niveau.

années 1980-1990
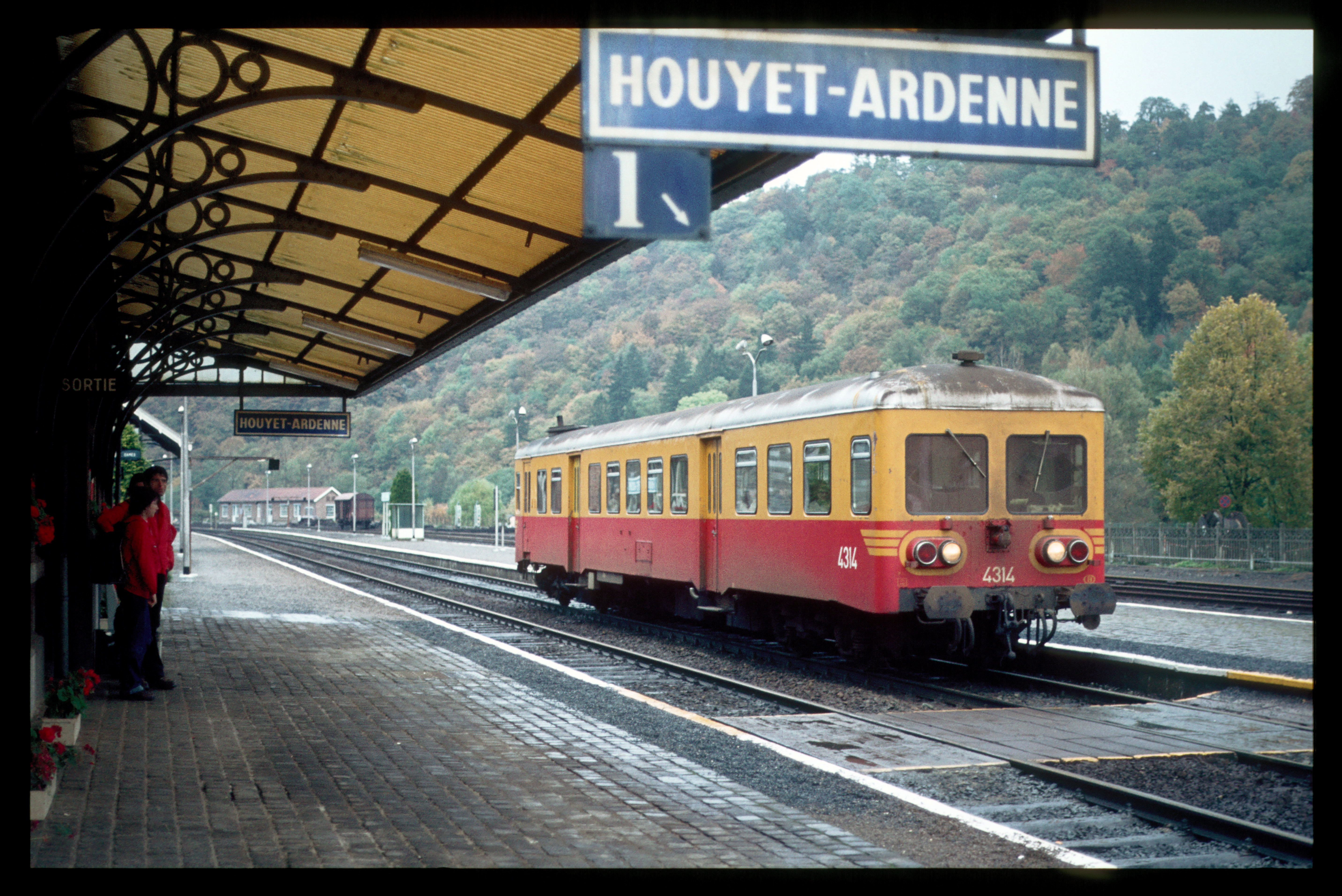
Autorail et marquise de quai (1980).
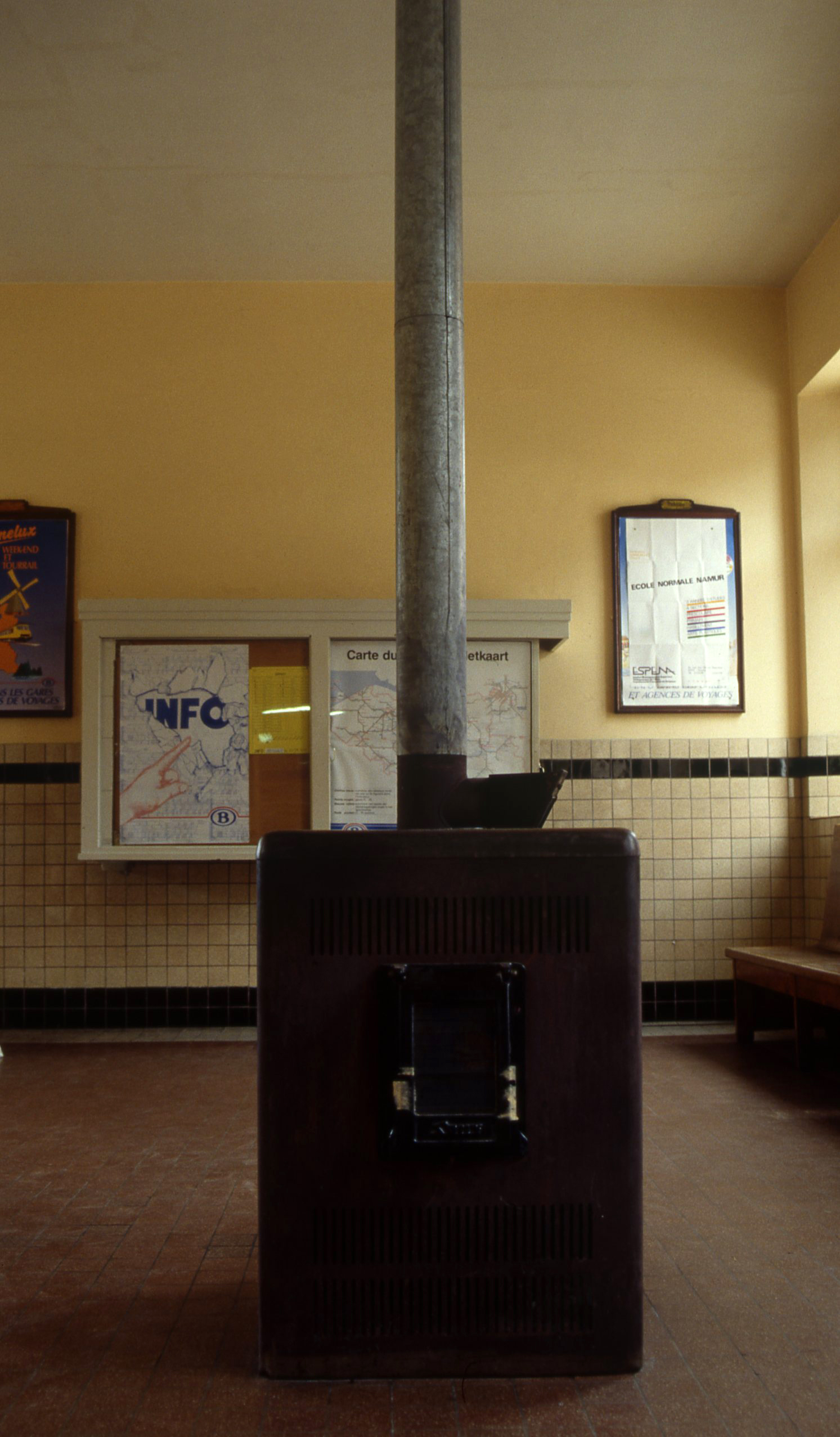
Poêle dans la salle d'attente.
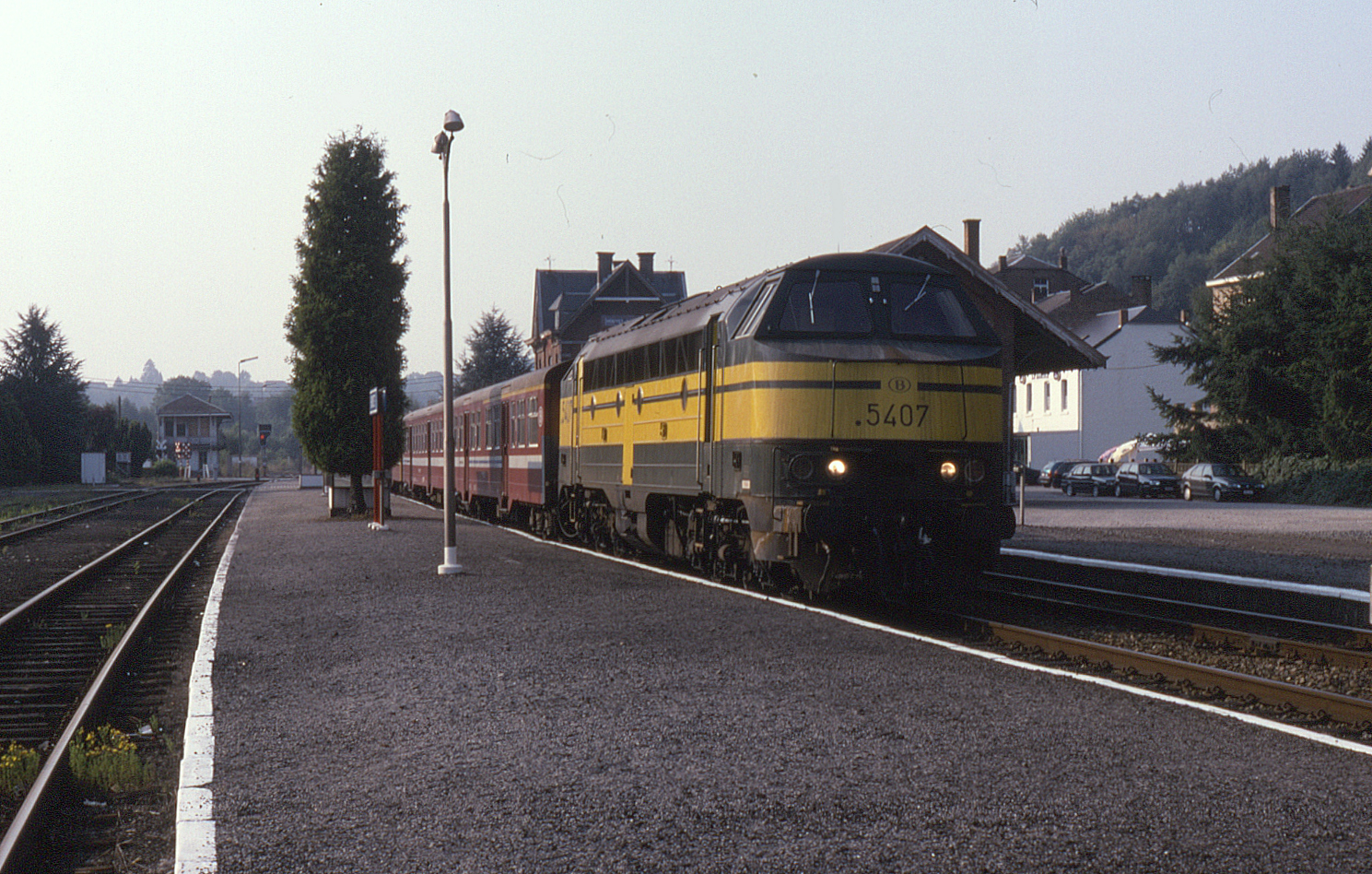
Rame tractée (1995).
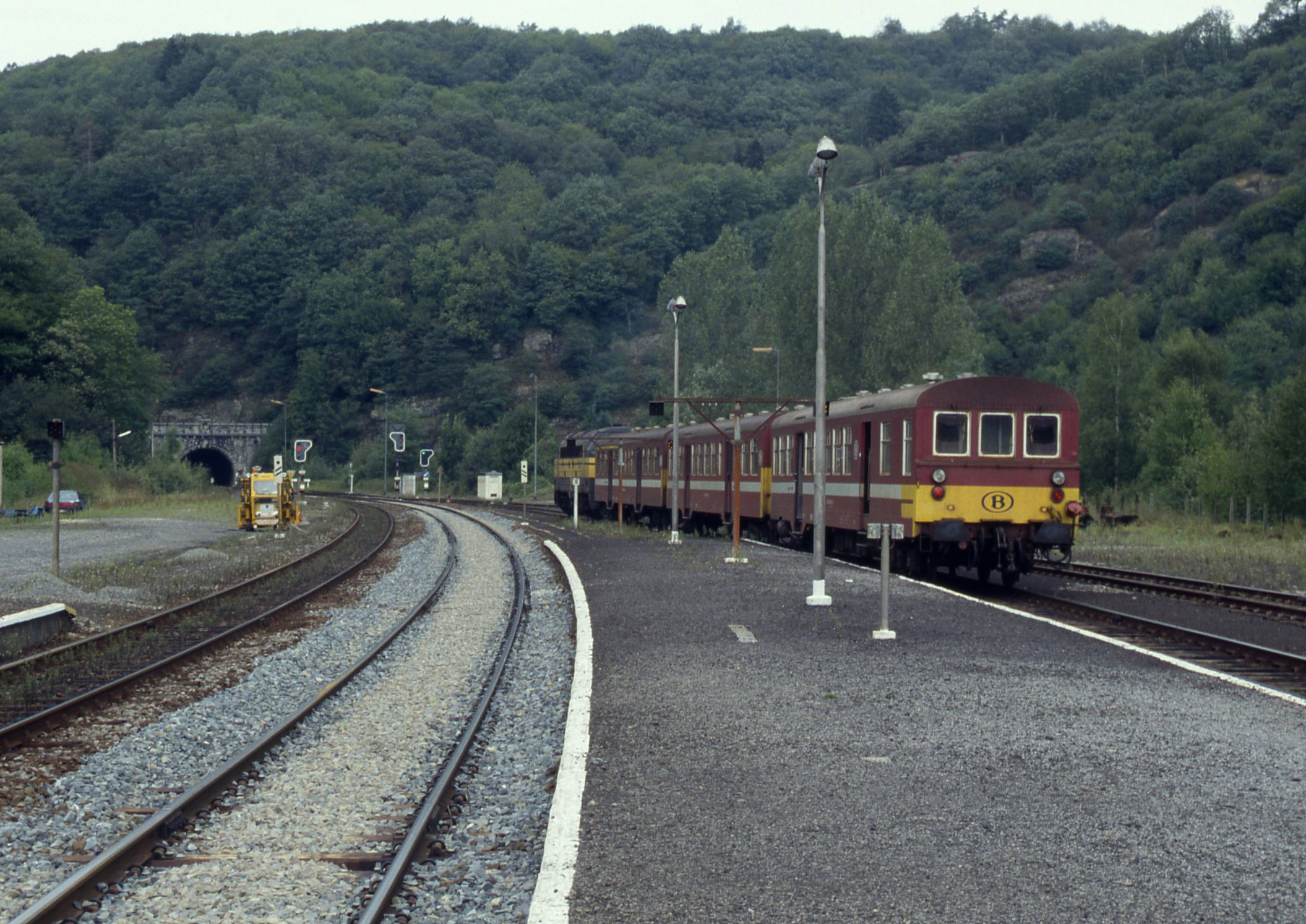
Voitures M2 (1992).